# Coccophagus gonzalezi
Coccophagus gonzalezi is een vliesvleugelig insect uit de familie Aphelinidae. De wetenschappelijke naam is voor het eerst geldig gepubliceerd in 2006 door Myartseva.